# 郭雲深
郭雲深（1829年—1900年），字峪生，直隸省深縣（今河北省深州市）人，清朝形意拳大師，李洛能門下八大弟子之一。

## 生平
郭雲深早年喜武術，先後向拳師馮譽彰學習長拳、孫立亭學習八極拳，與李洛能另一弟子劉曉蘭為「雙譜兄弟」。後聞李洛能之名，向李洛能學習形意拳。郭藝成後曾遊山東、河北、河南等省，罕逢敵手。
郭雲深也精通兵法。曾為正定府知府錢錫采幕賓。後來為鄉里除害，打死當地土豪竇憲鈞，因郷里為郭解脫，錢錫采又惜其才，只判郭囚三年，入獄三年其間，郭在獄中戴着手銬苦練形意拳，創出「半步崩拳」，成為郭雲深的成名絶技，出獄後拳藝大進。还有以半步崩拳三胜“鬼八卦”焦洛夫的事蹟。
郭曾於京師與八卦掌宗師董海川比武，未分勝負，互相欽佩，建議雙方互授弟子，將形意、八卦合為一家，互補長短，同時摒棄門戶之見，故今日有很多擅形意者精八卦，練八卦者亦練形意，實為此源也。
郭精「丹田氣打」，曾嘗試命五名壯漢手持木棍，以棍頂郭腹，五壯漢使足全力未能使郭跌出，而郭一鼓氣，五人立即騰身而起。郭練十二形的虎形時，能舉步一躍三丈遠。

## 貢獻與影響
郭雲深對於形意拳的最大貢獻在於他創立了半步崩拳，訂下了形意五行拳的基本架子。
郭雲深喜歡雲游四海，四處尋師訪友，最著名就是往山西太谷拜會大師兄車永宏及師兄弟宋世榮。郭不愛擺架子，對於形意拳門下多所指導，從不以師長自居，也不在意輩份與師門。他經常往來師兄弟之間，講論武藝，將山西派與河北派各自的心得融合一氣。他從不吝惜於分享自己所得，所以其師兄弟皆要求他們徒弟多向他請益。清末形意拳門下成名的弟子，如劉奇蘭門下的李存義、李存義弟子尚雲祥、李奎垣門下孫祿堂，都曾得到他的傳授與點撥。形意拳能夠形成風氣，實在有賴於郭雲深的風範。當時人多認同，形意拳之所以能夠立足，實得力於郭雲深立下的基礎。

## 弟子
弟子有李殿英、錢硯堂（錢錫采子）、郭深（子）、郭圓（子）、許占鰲、魏老率、李振山等。
意拳創始人王芗斋自稱曾受郭雲深親自指導，為其關門弟子，但此說有爭議。

## 流行文化
郭雲深的軼事除文字資料外，日本漫畫《拳兒》(二十一期)、藤田和日郎短篇漫畫集《夜之歌》(掌之歌篇)均記載其事蹟。